# Zentralverband des Deutschen Friseurhandwerks
Der Zentralverband des Deutschen Friseurhandwerks (ZV) ist Standes- und Arbeitgeberorganisation, Wirtschaftsverband und Interessenvertretung des Friseurhandwerks in Deutschland.

## Interessenvertretung
Der Zentralverband des Deutschen Friseurhandwerks (ZV) vertritt als Bundesinnungsverband die Gesamtinteressen des deutschen Friseurhandwerks. In ihm sind 11 Landesinnungsverbände zusammengeschlossen, deren Mitgliederbasis sind über 220 Friseur-Innungen. Zusammen bilden sie die berufsständische Organisation des Friseurhandwerks. Als Berufsorganisation vertritt der ZV die wirtschaftlichen und politischen Interessen des Friseurhandwerks gegenüber Regierung, Parlament, Ministerien und Behörden auf Bundesebene. Fachspezifische Schwerpunkte sind die Tarif- und Sozialpolitik, die Berufsbildung und -förderung, sowie alle fachlichen Themen wie Modemarketing, Modepremieren, Messen und Meisterschaften. Mit Presse- und Öffentlichkeitsarbeit will er das Image der Friseure fördern.

## Geschichte
Der Zentralverband des Deutschen Friseurhandwerks wurde 1872 als erste Zentralorganisation des Deutschen Friseurhandwerks als „Verband Deutscher Barbierherren“ in Leipzig gegründet. Der Zentralverband des Deutschen Friseurhandwerks mit Sitz in Köln ist Mitglied des Unternehmerverbandes Handwerk (UDH) und des Zentralverbandes des Deutschen Handwerks am Sitz der Bundesregierung in Berlin.
Seit 2021 ist der Manuela Härtelt-Dören, zugleich Vorsitzende des Landesinnungsverbands Niedersachsen, als Nachfolgerin des jetzigen Ehrenpräsidenten des Zentralverbandes Harald Esser (Amtszeit 2014–2021), Präsident des Zentralverbands. Ebenfalls Ehrenpräsidenten sind Andreas Popp und Alfred Preußner.

## Personen
- Franz Renz, Präsident des Verbandes der deutschen Friseure 1930